# Muktar Edris
Muktar Edris Awel (Siltie, 14 gennaio 1994) è un mezzofondista etiope, campione mondiale dei 5000 metri piani a Londra 2017 e Doha 2019.

## Palmarès
| Anno | Manifestazione    | Sede           | Evento        | Risultato | Prestazione | Note                                     |
| ---- | ----------------- | -------------- | ------------- | --------- | ----------- | ---------------------------------------- |
| 2011 | Mondiali di cross | Punta Umbría   | Corsa U20     | 7º        | 22'44"      |                                          |
| 2012 | Mondiali U20      | Barcellona     | 5000 m piani  | Oro       | 13'38"95    |                                          |
| 2013 | Mondiali di cross | Bydgoszcz      | Corsa U20     | Bronzo    | 21'13"      |                                          |
| 2013 | Mondiali          | Mosca          | 5000 m piani  | 7º        | 13'29"59    |                                          |
| 2015 | Mondiali          | Pechino        | 10000 m piani | 10º       | 27'54"47    |                                          |
| 2016 | Giochi olimpici   | Rio de Janeiro | 5000 m piani  | Finale    | dq          |                                          |
| 2017 | Mondiali          | Londra         | 5000 m piani  | Oro       | 13'32"79    |                                          |
| 2019 | Mondiali          | Doha           | 5000 m piani  | Oro       | 12'58"85    | Miglior prestazione personale stagionale |
| 2022 | Mondiali          | Eugene         | 5000 m piani  | 13º       | 13'24"67    |                                          |

## Campionati nazionali
2022
- 6º ai campionati etiopi, 5000 m piani - 13'46"3

## Altre competizioni internazionali
2012
- Bronzo al Giro podistico internazionale di Castelbuono ( Castelbuono) - 30'21"
- Argento alla BOclassic ( Bolzano) - 29'13"
- Argento al Giro al Sas ( Trento) - 28'45"

2013
- Oro al Campaccio ( San Giorgio su Legnano) - 28'42"
- Oro al Cinque Mulini ( San Vittore Olona) - 30'08"
- Oro al Cross della Vallagarina ( Villa Lagarina) - 26'43"

2014
- Oro alla BOclassic ( Bolzano) - 29'07"
- Oro al Giro al Sas ( Trento) - 28'52"

2015
- Argento alla BOclassic ( Bolzano) - 28'45"
- Oro al Giro al Sas ( Trento) - 28'45"

2016
- Oro allo Shanghai Golden Grand Prix ( Shanghai), 5000 m piani - 12'59"96
- Bronzo al Bauhaus-Galan ( Stoccolma), 5000 m piani - 13'05"54
- Oro alla BOclassic ( Bolzano) - 28'52"
- Bronzo al Giro al Sas ( Trento) - 29'15"

2017
- Argento al Weltklasse Zürich ( Zurigo), 5000 m piani - 13'06"09
- Oro al Meeting de Paris ( Parigi), 3000 m piani - 7'32"31
- Oro alla BOclassic ( Bolzano) - 28'45"
- Oro al Giro al Sas ( Trento) - 28'54"
- Oro al Campaccio ( San Giorgio su Legnano) - 28'54"

2018
- 4º al Memorial Van Damme ( Bruxelles), 5000 m piani - 12'55"18
- 6º all'Athletissima ( Losanna), 5000 m piani - 13'06"24
- 13º al Prefontaine Classic ( Eugene), 2 miglia - 8'26"11
- Bronzo alla Zevenheuvelenloop ( Nimega), 15 km - 42'55"
- 4º alla BOclassic ( Bolzano) - 29'01"
- Argento al Giro al Sas ( Trento) - 28'31"

2019
- 17º all'Athletissima ( Losanna), 5000 m piani - 13'29"53
- 11º ai Bislett Games ( Oslo), 3000 m piani - 7'45"35
- Argento al Giro al Sas ( Trento) - 28'32"
- Bronzo al Giro Media Blenio ( Dongio) - 27'56"

2020
- 4º alla Mezza maratona di Delhi ( Nuova Delhi) - 59'04"
- 6º alla BOclassic ( Vadena), 5 km - 13'24"

2021
- 6º alla Mezza maratona di Valencia ( Valencia) - 58'40"
- 13º al Golden Gala ( Firenze), 5000 m piani - 13'25"98
- 6º all'Athletissima ( Losanna), 3000 m piani - 7'40"30
- Bronzo alla Cinque Mulini ( San Vittore Olona) - 28'59"
- Oro al Giro al Sas ( Trento) - 28’13"

2022
- 7º al Golden Gala ( Roma), 5000 m piani - 12'58"63
- 7º alla World 10K Bangalore ( Bangalore) - 28'31"
- Oro al Giro al Sas ( Trento) - 28’47"

2023
- 13º all'Athletissima ( Losanna), 5000 m piani - 13'29"65
- Oro al Giro podistico internazionale di Castelbuono ( Castelbuono) - 33'56"

2024
- 11º alla Xiamen Diamond League ( Xiamen), 5000 m piani - 13'10"40
- 9º alla adizero Road to Records ( Herzogenaurach), 10 km - 27'38"

2025
- 5º alla Maratona di Boston ( Boston) - 2h05'59"